# Palais de Placentia

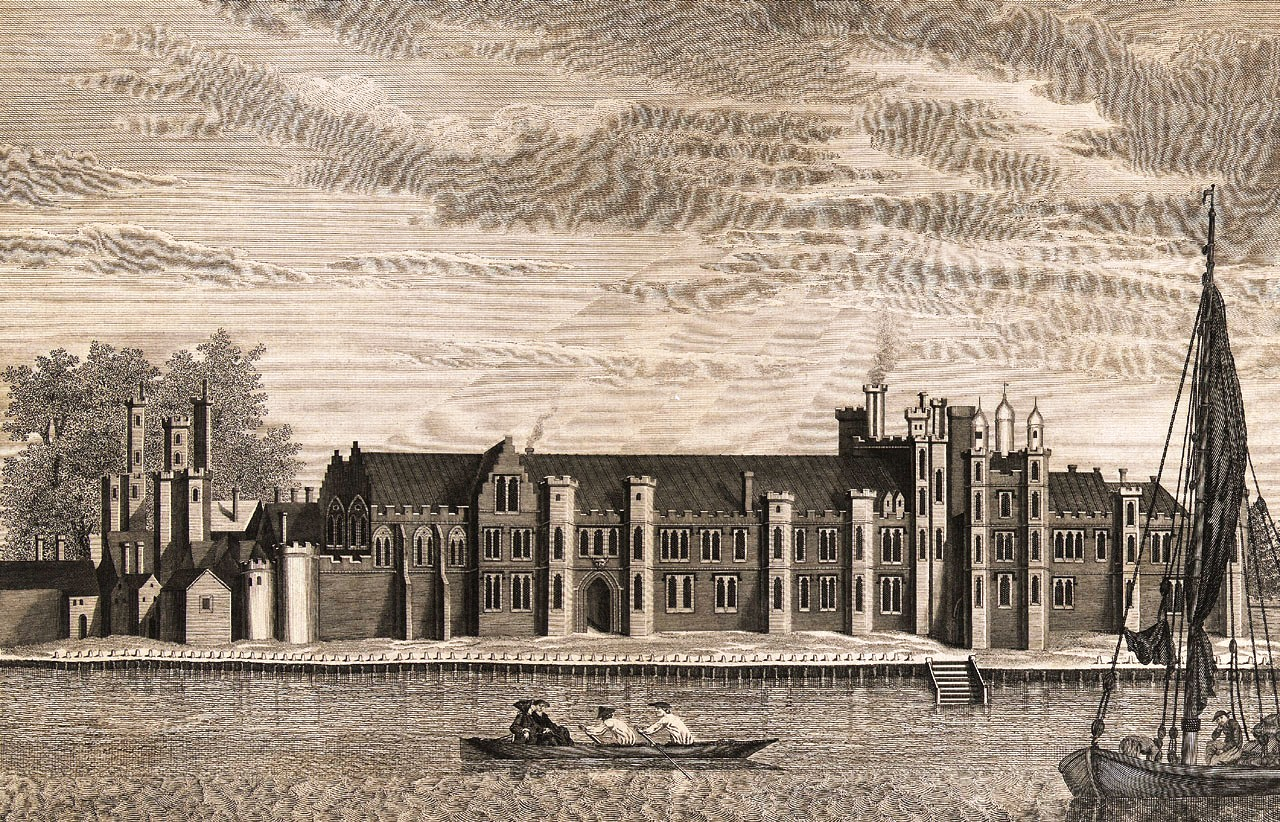
Le palais de Placentia, selon une représentation du XVIIIe siècle fondée sur des illustrations antérieures.

Le palais de Placentia était un palais royal, construit en 1447 par Humphrey de Lancastre,
à Greenwich, sur les bords de la Tamise, en aval de Londres. Le palais fut démoli au XVIIe siècle et remplacé par le Greenwich Hospital (aujourd'hui le Old Royal Naval College) à la fin du XVIIe siècle.

## Histoire
Humphrey de Lancastre fut régent durant le règne d'Henri VI, et fit construire le palais en 1433, sous le nom de Bella Court.
En 1447, Humphrey perdit la faveur de la nouvelle reine, Marguerite d'Anjou, et fut arrêté pour haute trahison. Il mourut en prison – Shakespeare dit qu'il fut assassiné – et Marguerite prit pour elle « Bella Court », en le renommant « palais de Placentia », parfois écrit Palace of Pleasaunce.

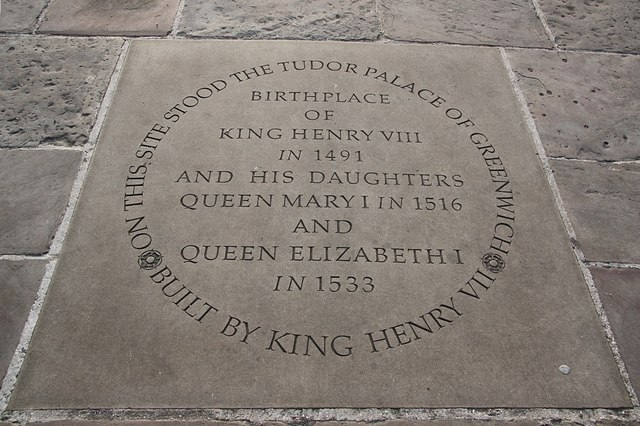
Plaque historique sur le site de l'ancien palais démoli en 1660.

Henri VII rebâtit le palais, avec une architecture basée autour de trois grandes cours entre 1498 et 1504.
Le palais resta le principal palais royal pour les deux siècles suivants. Ce fut le lieu de naissance du roi Henri VIII en 1491, et il marqua fortement sa vie et son règne. À la suite de son mariage avec Catherine d'Aragon, Placentia fut le lieu de naissance de Marie Ire en février 1516. Après son mariage avec Anne Boleyn, sa fille qui devint plus tard la reine d'Angleterre, Élisabeth Ire, naquit aussi à Placentia en 1533, et il se maria avec Anne de Clèves en ce lieu en 1540. Un arbre du parc de Greenwich est connu comme le chêne de la reine Élisabeth, sous lequel elle est supposée avoir joué lors de son enfance.
Tant Mary qu'Élisabeth vécurent à Placentia plusieurs années durant le XVIe siècle mais durant le règne de Jacques Ier et ensuite de Charles Ier, la Maison de la reine (Queen's House) fut érigée plus au sud du Palais Royal. Placentia tomba dans l'oubli pendant la première guerre civile anglaise, servant un moment d'usine de fabrication de biscuit et de camp pour les prisonniers de guerre,.
En 1660, Charles II décida de reconstruire le palais, engageant John Webb comme architecte pour un nouveau Palais Royal. La seule partie du palais qui fut réalisée fut l'aile est de ce qui est actuellement la cour du roi Charles, mais qui ne fut jamais occupée comme résidence royale. La plupart du reste du palais fut démoli et le site resta vide jusqu'à la construction de l'hôpital de Greenwich en 1694 (Greenwich Hospital (London) (en) .

## Époque moderne
Le complexe de l'hôpital de Greenwich devint le Greenwich Royal Naval College (en) en 1873, quand le "Collège Naval Royal" fut déplacé de Portsmouth. Les bâtiments sont actuellement occupés par l'université de Greenwich et la Faculté de musique du Trinity College of Music,.
Des travaux de drainage à la fin de 2005 identifièrent des restes inconnus de la période des Tudors. Un chantier archéologique d'excavation fut mené en janvier 2006 découvrant la chapelle des Tudors et la sacristie avec son sol orné de carrelage en place. La sacristie du vieux palais n'avait pas été démolie et était devenue plus tard la maison du Trésorier de l'Hôpital de Greenwich.